# Trévérec
Trévérec település Franciaországban, Côtes-d’Armor megyében. Lakosainak száma 224 fő (2022. január 1.). Trévérec Le Faouët, Gommenec’h, Saint-Gilles-les-Bois és Tréméven községekkel határos.

## Népesség
A település népessége az elmúlt években az alábbi módon változott:
| Lakosok száma | 201  | 178  | 190  | 185  | 226  | 224  | 214  | 216  | 215  | 224  |
|               | 1968 | 1982 | 1990 | 2006 | 2013 | 2015 | 2017 | 2019 | 2020 | 2022 |